# Stomias boa boa
Stomias boa boa é um peixe-dragão abissal de porte médio da família Stomiidae. É encontrado em grandes profundidades e está presente nos oceanos tropicais e temperados de todo o mundo, menos o norte do Pacífico e o noroeste do Atlântico.

## Descrição
Stomias boa boa é um peixe longo e esguio. Possui uma cabeça pequena e uma boca com uma mandíbula inferior protuberante e dentes pontiagudos. Os pescadores costumam dizer que ele é muito assustador, devido às suas "presas afiadas". Há uma grande barbela carnuda projetando-se do queixo, como um fio pálido, e na ponta existe uma saliência com uma mancha escura e um filamento negro.
A barbatana dorsal não tem espinhos, mas possui de 17 a 22 raios moles e a barbatana anal possui de 18 a 22 raios moles. Estas duas barbatanas estão posicionadas num delgado pedúnculo caudal, sendo que a caudal é bifurcada.
A pele é coberta por pequenas escamas hexagonais, sendo o seu comprimento máximo de cerca de 32 centímetros. Como muitos peixes das profundezas do oceano, este possui olhos grandes e o seu corpo é transparente e prateado com manchas iridescentes. Ele é bioluminescente.

## Distribuição e habitat
Stomias boa boa distribui-se pelo globo amplamente, sendo encontrada no leste do Oceano Atlântico, no oeste do Mar Mediterrâneo, da costa oeste e sul da África ao sul da Mauritânia e desde Angola ao Cabo da Boa Esperança. Do outro lado do Atlântico, encontra-se do noroeste do Canadá à Argentina. Também foi observado do Chile e da região subantártica do Oceano Índico ao sul da Ilha Heard.
Habitualmente, habita águas com profundidade superior a 1.000 m durante o dia, mas migra para cima, em direção à superfície, durante a noite.

## Alimentação
Stomias boa boa é um predador e alimenta-se, principalmente, de peixe. Nas águas profundas, ele é uma presa para o Merluccius paradoxus e para o Merluccis capensis, para o Galeus melastomus e para o Xiphias gladius.